# Школа Софьи Ковалевской
Метапонтум (швед. grundskolan Metapontum, ранее Школа Софьи Ковалевской, швед. Sonja Kovalevsky-skolan) — средняя общеобразовательная школа в Стокгольме (Швеция). Профильные дисциплины: математика, шахматы, русский язык.

## Общая информация
Школа Софьи Ковалевской основана в Стокгольме в 1996 году. Предлагает девятилетнее школьное обучение (стандартное для Швеции), специализируется на преподавании математики, русского языка и шахмат. Относится к системе так называемых свободных (независимых) школ, финансирование которых осуществляет государство. В финансировании школы участвуют также частные фонды. В школе 130 учеников и 30 преподавателей (25 на полной ставке); как среди учащихся, так и среди учителей около 50 % составляют русскоговорящие. Директор школы — Арина Альфредовна Мосягина.
Школа возникла как развитие идеи кружков по математике (уровень преподавания которой, по словам директора школы, в целом в системе образования в Швеции недостаточно высок), истории и русской литературы. Особое внимание в педагогическом процессе Школы Софьи Ковалевской уделяется развитию одарённых детей, что отличает её от других шведских школ, где главное внимание уделяется работе с отстающими. Ещё одной особенностью школы являются двуязычные классы: среди учеников каждого класса, помимо говорящих по-русски, есть и ученики, русского языка не знающие. Уроки русского языка проходят, в зависимости от класса, 2-3 раза в неделю. При этом, как и в других шведских школах, отсутствует система оценки подготовки учеников до 8 класса и дисциплинарные наказания, господствует индивидуальный подход и общение с учениками на равных.
Школу курирует Королевский технологический институт (KTH), предоставляющий ей помещение. Школа входила в совет кампуса KTH, являясь в нём единственным средним общеобразовательным учреждением (все остальные организации, представленные в совете кампуса, являются вузами).
Помимо непосредственной учебной деятельности, Школа Софьи Ковалевской играет роль культурного центра русскоязычной диаспоры в Стокгольме. Эмели Эстибилл-Петерссон, исследовательница из Стокгольмского университета, называет Школу Софьи Ковалевской в числе основных мест сбора «русских» в Стокгольме, наряду с православной церковью и русскими книжным и продуктовым магазином.
В 2006 году Школа Софьи Ковалевской стала второй в командном зачёте на шведской национальной математической олимпиаде, а её учащийся Владимир Грозман победил в индивидуальном зачёте. В том же году школа была расширена за счёт добавления старших классов с гимназической системой обучения и акцентом на изучении информатики. Новые классы, в которых почти не было русскоговорящих учеников, получили название «Гимназия Метапонтум» (швед. Metapontum, в переводе с греческого сотрудничество), впоследствии перенесённое на школу в целом.